# Lom nad Rimavicou
Lom nad Rimavicou é um município da Eslováquia localizado no distrito de Brezno, região de Banská Bystrica.

## Demografia
| Ano:        | 1994 | 2004    | 2014    | 2024    |
| ----------- | ---- | ------- | ------- | ------- |
| Broj ljudi: | 360  | 309     | 274     | 217     |
| Razlika:    |      | -14,16% | -11,32% | -20,80% |

| Ano:               | 2023 | 2024   |
| ------------------ | ---- | ------ |
| Número de pessoas: | 218  | 217    |
| Diferença:         |      | -0,45% |